# Camarena de la Sierra
Pour les articles homonymes, voir Camarena (homonymie).
Camarena de la Sierra est une commune d’Espagne, dans la province de Teruel, communauté autonome d'Aragon, comarque de Gúdar-Javalambre